# 马叙伦

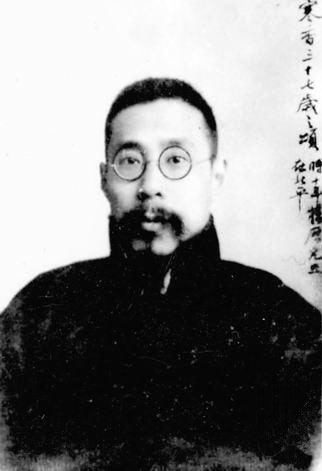
1921年，任北京大学教授时的马叙伦

马叙伦（1884年4月27日—1970年5月4日），字彝初（又作夷初），号石翁、寒香，晚年又号石屋老人，男，浙江杭州仁和人，中华人民共和国语言文字学家、哲学家、教育家、书法家及政治人物，原副国级领导人。

## 生平
1905年，他和邓实、黄节等人组织《国粹学报》，宣扬发扬国粹与排满革命。1909年，马叙伦的恩师陈黻宸当选为浙江谘议局议长。1910年，马叙伦参加了柳亚子发起的南社。1911年（清朝宣统三年）夏，他跟随为筹办浙江医药专门学校而赴日本的朋友汤尔和到东京游玩。在日本，他曾托章太炎介绍加入中国同盟会（未知其加入与否）。1911年武昌起义爆发后，马叙伦在故乡组建民团，进行响应。后来，他任浙江都督府秘书。此后不久，他来到上海和章太炎同办《大共和日报》，他任总编辑。
1913年，他到北京医学专门学校以及北京大学担任教授。1915年，为抗议袁世凯称帝，他辞职返回浙江。袁世凯称帝失败后，他应北京大学校长蔡元培邀请，重任北京大学教授。1919年五四运动中，马叙伦任北京大学教职员会和北京中等以上学校教职员联合会书记和主席。1920年，在北京大中小学教职员工向军政府进行索薪运动中，马叙伦被推举为运动领袖。1921年6月，他任浙江第一师范学校校长、浙江省教育厅厅长。北京政府改组后，他回到北京，两次任教育部次长，并曾经一度代理教育部部务。其间，他曾经掩护了李大钊。1923年，他加入中国国民党，任中国国民党北京特别党部宣传部长。1925年五卅惨案发生后，他在北京联合各界人士成立了“五卅惨案后援会”。1926年，三一八惨案发生后，马叙伦因痛斥段祺瑞而遭到通缉，被迫逃回浙江杭州。回到杭州后，他策动浙江省省长夏超响应北伐，反对孙传芳，遭到孙传芳通缉。
1927年1月5日，蔡元培与马叙伦乘船抵达宁波。此前，蒋介石任命他为浙江省政治分会委员，主席张静江。3月24日，蔡元培在张静江邀请下，离开杭州去往上海；同车而行的，还有马叙伦、邵元冲和蒋梦麟。3月27日，蒋介石在枫林桥上海镇守使署的总部行营，接见了蔡元培、马叙伦、蒋梦麟；吴稚晖作陪。与李石曾、吴稚晖、蔡元培、张静江、蒋梦麟、邵元冲等下榻在总司令行营。1927年3月28日，蔡元培在上海总司令行营主持召开中国国民党中央监察委员会之预备会议，与吴稚晖、张静江、李石曾提出发动“护党救国”运动。4月2日，蔡元培和吴稚晖、李石曾、张静江、古应芬、陈果夫、李宗仁、黄绍竑等8人在上海召开所谓中央监察委员会全体会议(全体监察委员20人，仅到8人，不过半数)，蔡元培任主席，讨论清除中国共产党的行动。4月9日，蔡元培同吴稚晖、张静江、李石曾等人一起发出3000余字的“护党救国”联名通电，痛斥联共政策的种种荒谬，严词指责工农运动，号召“全体同志念党国之危机，凛丧亡之无日，披发缨冠，共图匡济；扶危定倾，端视此举”，举发中国共产党破坏革命，危害国本之逆谋，决议非常紧急处置案。马叙伦任中央监察委员会会议的秘书负责笔录。4月10日，张静江派遣马叙伦和蒋梦麟回杭州，加上一个陈其采，主持浙江省政治分会。这时，杭州也执行“清党”令，褚辅成、沈钧儒也被扣。过后正式成立了浙江省政府，主席张静江，马叙伦兼任民政厅长，陈其采财政厅长，蒋梦麟教育厅长，马寅初等委员，邵元冲兼秘书长。
1928年冬，中华民国大学院改为教育部，蒋梦麟任部长，马叙伦第三次任国民政府教育部次长。后又回北京大学任教。1931年九一八事变发生后，他发起成立北平文化界救国会和华北民众救国联合会，并任主席。1935年华北事变发生后，他拥护中国共产党提出的建立抗日民族统一战线的主张，倡设北平文化界抗日救国会，并任主席。1936年秋，他受王昆仑之请，到四川游说刘湘逼蒋介石抗日。西安事变爆发后，他再次到四川游说刘湘避免内战。1937年七七事变爆发后，他到上海，更名“邹华孙”，专心著述。其间，他虽然生活穷困，但仍拒绝了陈公博以其学生的名义派人所送的钱粮，并拒绝了陈公博提出的出山任职的请求。
1945年抗日战争胜利后，马叙伦投身爱国民主运动。1945年12月30日，他和王绍鏊、许广平、周建人、赵朴初等人在上海发起成立中国民主促进会，他当选常务理事。1946年5月5日，在中国共产党地下组织的支持下，中国民主促进会和上海53家人民团体组成了上海人民团体联合会，他任该联合会的常务理事。1946年6月23日，他参加上海人民和平请愿团，到南京呼吁和平。请愿团抵达南京下关时，团员们遭到中国国民党特务和暴徒的殴打，马叙伦身受重伤，此为下关惨案。事件发生后，在南京的中共代表团的周恩来、董必武、邓颖超等人连夜到医院探望。在延安的毛泽东、朱德也发电报慰问。对此，马叙伦说：“中国的希望只能寄托在你们身上。”1946年6月底，国军向解放区发动全面进攻，并镇压爱国民主运动。马叙伦对此严词痛斥。
1947年底，马叙伦经中国共产党的帮助，自上海平安抵达香港。在香港，他和王绍鏊等人筹设了中国民主促进会港九分会，1948年，中国共产党发出了五一口号，马叙伦和正在香港的各民主党派以及无党派人士当即通电，表示响应。此后不久，马叙伦自香港转入解放区。1949年1月，中共中央主席毛泽东发表了对时局的声明，马叙伦代表中国民主促进会当即表示坚决拥护和支持，并同王绍鏊、许广平等人以中国民主促进会党务理事的名义，去函告知正在上海、北平、香港的中国民主促进会人士，要求这些人士坚决站在革命的一边，并指出走中间路线的人乃是和平的罪人。
1949年6月，他出席了中国人民政治协商会议筹备会，并任常务委员，还任“拟定国旗、国歌及国徽方案”的第六小组组长。9月，他作为中国民主促进会首席代表，出席了中国人民政治协商会议第一届全体会议，并任“国旗、国徽、国都、纪年方案审查委员会”召集人。9月25日晚，在毛泽东、周恩来于中南海丰泽园召开的听取有关国旗、国徽、国歌、纪年、国都问题的座谈会上，马叙伦首先发言，提出“我们政府就要成立，而国歌根据目前情况一下子是制做不出来的，是否我们可暂时用义勇军进行曲暂代国歌。”这一提议获得了与会者的响应，后被接受。中华人民共和国成立后，马叙伦任中华人民共和国中央人民政府委员、政务院文化教育委员会副主任、中央人民政府教育部部长，后又任中央人民政府高等教育部部长。在教育部部长任上，他主导了院系调整。他是中国人民政治协商会议第一届、第二届、第三届全国委员会常务委员，第四届全国委员会副主席，第一届、第二届全国人民代表大会常务委员会委员，中国科学院哲学社会科学部学部委员。
1950年，在中国民主促进会第一次全国代表大会上，马叙伦当选中国民主促进会中央委员会第一任主席。此后，在中国民主促进会第二次和第三次全国代表大会上，他继续连任主席。在中国民主同盟第一届中央委员会第七次全体会议上，马叙伦获增选为中国民主同盟中央副主席，此后他还连任第二届和第三届中国民主同盟中央副主席。
1949年9月，出席中国人民政治协商会议第一届全体会议。中华人民共和国成立后，先后任中央人民政府委员，政务院政务委员、文化教育委员会副主任，教育部、高等教育部部长，中国文字改革研究委员会主任，中国科学院学部委员。1964年12月至1970年任政协全国委员会副主席。
　　是第一、二届全国人民代表大会常务委员会委员；政协第一、二、三届全国委员会常务委员；中国民主同盟第二、三届中央副主席；民进第一、二届中央常务理事，第三、四、五届中央主席。
　　著有《说文解字六书疏证》、《庄子义证》、《老子诂》、《石屋余沈》、《石屋继沈》等。
馬敍倫於1970年5月4日病逝，享年86歲。

## 学术
马叙伦在文字学、音韵学、训诂学、文学、语言学、诗词等方面均有研究。其学术著作有《六书解例》、《说文解字六书疏证》、《说文解字研究法》、《庄子义证》、《老子校诂》等。